# Ross County Football Club
El Ross County Football Club es un club de fútbol de Escocia, con sede en Dingwall. Fue fundado en 1929 y compite en la Scottish Championship, la segunda categoría del fútbol escocés.

## Historia
El Ross County jugaba en la Liga de Fútbol Highland de Escocia y ganó el campeonato en las temporadas 1966-67, 1990-91 y 1991-92. Antes la temporada 1994-95, las ligas profesionales fueron cambiados y una tercera división fue introducida. Había dos vacantes y Ross County  fue elegido como miembro. Ganó la Tercera División de la temporada 1998-99 y el play-off de la Segunda División de la temporada siguiente.
El 10 de abril de 2010 Ross county calificó para su primera final de la Copa de Escocia antes de ganar 2-0 contra el Celtic Football Club de la Premier League de Escocia en Hampden Park. El 15 de mayo de 2010 Ross County perdió la final de la Copa de Escocia en Hampden Park contra Dundee United de la Premier League de Escocia. El partido fue mirado por más que 17.000 hinchas de Ross County.

## Uniforme
Tradicionalmente el uniforme del Ross County se conformar por una camiseta azul con detalles rojos y blancos, pantalones azules y medias azules.
| 2016-17 | 2018-19 | 2019-20 | 2020-21 | 2021-22 | 2022-23 | 2023-24 | 2024-25 |

## Palmarés

### Torneos nacionales
- Copa de la Liga de Escocia (1): 2015-16
- Segunda División de Escocia (2): 2011-12, 2018-19
- Tercera División de Escocia (1): 2007-08
- Cuarta División de Escocia (1): 1998-99
- Scottish Challenge Cup (3): 2006-07, 2010-11, 2018-19